# Ellen Pompeo
Ellen Kathleen Pompeo (Everett, 10 novembre 1969) è un'attrice statunitense.
È nota per il ruolo del medico Meredith Grey nel medical drama Grey's Anatomy, per il quale lavora dal 2005, e che l'ha resa una delle attrici più popolari del piccolo schermo.
Nel 2015, è stata classificata quarta nella lista delle attrici televisive più pagate dell'anno redatta da Forbes, con un guadagno di $ 11,5 milioni. In ambito cinematografico, fra suoi ruoli degni di nota vanno annoverate le performance nelle pellicole Old School e Daredevil.

## Biografia
Ellen Pompeo è nata a Everett, in Massachusetts, da madre di origini irlandesi e padre di origini italiane (il nonno era originario di Gesualdo, un paese in provincia di Avellino). È la più piccola di sei figli: tre sorelle, oltre a lei, e due fratelli. È stata cresciuta secondo la religione cattolica dei nonni paterni, mentre la madre era atea. Sua madre è morta per un'overdose accidentale da antidolorifici quando l'attrice aveva quattro anni. Suo padre si è risposato poco dopo, ed è morto il 1 settembre 2012.
Nel 2006, Ellen Pompeo ha ricordato il trauma vissuto per la morte della madre, e ha detto, "Penso che la morte di mia madre a un'età così giovane, quando lei aveva solo 39 anni, [mi ha fatto] apprezzare così tanto la vita e mi ha fatto capire la fortuna che abbiamo ad essere vivi".
Ha vissuto per diverso tempo a New York lavorandovi come baby sitter; successivamente si è trasferita a Miami dove ha svolto il lavoro di cameriera, salvo poi decidere di tornare nuovamente a New York.
Nel 1996 realizza il suo primo spot commerciale per il bar (SoHo Bar & Grill) in cui lavora, catturando l'attenzione di un agente di spettacolo. In seguito a questo episodio partecipa alla realizzazione di alcuni spot per L'Oreal. A queste prime esperienze fanno seguito le scritturazioni per ruoli secondari in alcune serie televisive come Strangers with Candy e la partecipazione alla versione americana del video musicale Have a Nice Day degli Stereophonics.

## Carriera
Decisa a intraprendere la via della recitazione, dopo le iniziali esperienze newyorkesi, Ellen si trasferisce a Los Angeles nel 2001. L'anno successivo viene scelta da Brad Silberling per interpretare il ruolo di Bertie in Moonlight Mile ed è scritturata per essere Karen Page, la segretaria di Matt Murdock (impersonato da Ben Affleck), nel film Daredevil; molte delle sue scene vengono però successivamente tagliate nella versione definitiva della pellicola.
Tra il 2002 e il 2003 recita in Old School nella parte di Nicole, in Prova a prendermi nel personaggio di Marci e partecipa anche a due episodi di Law & Order. Prende parte anche all'undicesimo episodio della decima e ultima stagione di Friends, intitolato La danza del poliziotto, in cui interpreta Missy Golbergh, una vecchia amica di college di Ross e Chandler, della quale entrambi erano innamorati. Nel 2004 recita nel ruolo di Naomi, ex fidanzata di Jim Carrey, nel film Se mi lasci ti cancello, ma tutte le scene in cui lei appare non verranno alla fine incluse nel montaggio definitivo.
Nel 2005 Ellen inizia a lavorare sul set della serie televisiva Grey's Anatomy, medical drama più famoso di sempre, in cui interpreta la protagonista che dà il nome al titolo della serie, la dottoressa Meredith Grey, personaggio che le permetterà di consacrare la sua fama internazionale.
Ha fondato assieme ad altri soci l'azienda farmaceutica Bret Remedies per fornire farmaci da banco ai meno abbienti.  
Nel 2025, dopo vent'anni di successi, Ellen riduce il suo ruolo nella serie Grey's anatomy e recita come protagonista nella serie TV drammatica Good American Family, sul tema dell'adozione.

## Vita privata
Fidanzatasi nel 2003 con il produttore statunitense Chris Ivery, i due decidono di sposarsi nel novembre 2007.
Il 15 settembre 2009 l'attrice dà alla luce la sua prima figlia, Stella Luna. A seguito di questo evento, qualche mese più tardi, manifesta la sua intenzione di non rinnovare il suo contratto con l'ABC, la casa di produzione di Grey's Anatomy, una volta scaduto dopo l'ottava stagione della serie televisiva. Nonostante ciò alla fine decide di prendere parte alla nona stagione, e il suo ruolo è confermato fino all'undicesima stagione. Nel 2014 dà alla luce la seconda figlia, Sienna May, tramite madre surrogata. La coppia ha poi avuto un terzo figlio, Eli Christopher, nel 2016.

## Riconoscimenti
- Golden Globe
  - 2007 – Candidatura alla migliore attrice in una serie drammatica per Grey's Anatomy

- Screen Actors Guild Awards
  - 2006 – Candidatura al miglior cast in una serie drammatica per Grey's Anatomy
  - 2007 – Miglior cast in una serie drammatica per Grey's Anatomy
  - 2008 – Candidatura al miglior cast in una serie drammatica per Grey's Anatomy

- Satellite Awards
  - 2006 – Miglior cast in una serie televisiva per Grey's Anatomy
  - 2007 – Miglior attrice in una serie drammatica per Grey's Anatomy

- People's Choice Awards
  - 2013 – Attrice preferita in una serie TV drammatica per Grey's Anatomy
  - 2014 – Candidatura alla miglior coppia in una serie TV con Patrick Dempsey per Grey's Anatomy
  - 2014 – Candidatura alla miglior coppia in una serie TV con Sandra Oh per Grey's Anatomy
  - 2015 – Attrice preferita in una serie TV drammatica per Grey's Anatomy
  - 2016 – Attrice preferita in una serie TV drammatica per Grey's Anatomy
  - 2017 – Candidatura alla attrice preferita in una serie TV drammatica per Grey's Anatomy
  - 2020 – Star femminile dell'anno in una serie TV per Grey's Anatomy
  - 2021- Candidatura alla Star femminile dell'anno in una serie TV per Grey's Anatomy
  - 2021- Candidatura alla miglior star drammatica dell'anno in una serie TV per Grey's Anatomy
  - 2022- Candidatura alla miglior star drammatica dell'anno in una serie TV per Grey's Anatomy
  - 2022- Star femminile dell'anno in una serie TV per Grey's Anatomy

Nel 2007 la sua interpretazione le vale la candidatura al Golden Globe come Miglior attrice di serie TV. Il 13 ottobre dello stesso anno l'attrice è stata premiata dalla National Italian American Foundation per il suo successo nel mondo dello spettacolo in una serata di gala tenutasi in Washington.
La sua performance viene premiata con diversi riconoscimenti, in elenco, fra i quali due Satellite Award e un SAG Award fra il 2006 e il 2007 e tre People's Choice Awards: il 7 gennaio 2015 ottiene il premio di Miglior attrice in una serie televisiva drammatica, trionfando inoltre anche insieme con il cast di Grey's Anatomy nella categoria Serie drammatica favorita sul web. Questo succede anche alla cerimonia dell'anno successivo.

## Filmografia

### Attrice

#### Cinema
- Coming Soon, regia di Colette Burson (1999) - cameo
- Mambo Café, regia di Reuben Gonzales (2000)
- Moonlight Mile - Voglia di ricominciare (Moonlight Mile), regia di Brad Silberling (2002)
- Prova a prendermi (Catch Me If You Can), regia di Steven Spielberg (2002)
- Old School, regia di Todd Phillips (2003)
- Daredevil, regia di Mark Johnson (2003)
- Undermind, regia di Nevil Dwek (2003)
- Intrigo a Barcellona (Art Heist), regia di Bryan Goeres (2004)
- Life of the Party, regia di Barra Grant (2005)

#### Televisione
- Law & Order - I due volti della giustizia (Law & Order) – serie TV, episodi 6x16, 10x15 (1996-2000)
- Strangers with Candy – serie TV, episodio 1x07 (1999)
- Get Real – serie TV, episodio 1x20 (2000)
- Squadra Med - Il coraggio delle donne (Strong Medicine) – serie TV, episodio 1x21 (2001)
- The Job – serie TV, episodio 1x06 (2001)
- Friends – serie TV, episodio 10x11 (2004)
- Grey's Anatomy – serie TV, 410 episodi (2005-in corso) – Meredith Grey
- Station 19 – serie TV, 3 episodi (2018-2023)
- Good American Family – serie TV, 8 episodi (2025)

#### Cortometraggi
- Do You Have the Time, regia di Pete Sprankle (1995)
- 81/2 x 11, regia di David Licata (1999)
- Eventual Wife, regia di Bryan Bantry (2000)

- Nobody's Perfect, regia di Hank Azaria (2004)

#### Video musicali
- Bad Blood di Taylor Swift (2015)

### Doppiatrice
- Dottoressa Peluche (Doc McStuffins) – serie animata, episodio 4x14 (2017)
- Grey's Anatomy – serie TV, 12 episodi (2023) - voce narrante

### Regista
- Grey's Anatomy – serie TV, regista episodi 13x18, 14x15 (2017-2018)

### Produttrice
- Grey's Anatomy – serie TV, 64 episodi (2017-in corso) – produttrice
- Station 19 – serie TV, 41 episodi (2018-2024) – produttrice esecutiva

## Doppiatrici italiane
Nelle versioni in italiano dei suoi lavori, Ellen Pompeo è stata doppiata da: 
- Giuppy Izzo in Grey's Anatomy, Station 19, Good American Family
- Chiara Colizzi in Old School, Law & Order - I due volti della giustizia (ep. 10x15)
- Barbara De Bortoli in Law & Order - I due volti della giustizia (ep. 6x16)
- Ilaria Stagni in Moonlight Mile - Voglia di ricominciare
- Claudia Razzi in Intrigo a Barcellona
- Stefanella Marrama in Friends
- Maura Cenciarelli in Daredevil